# 5D Glass disk
5차원 저장매체라고도 불리는 5D Glass disk는 사우샘프턴 대학교의 과학자팀이 만들어내 차세대 저장매체이다. 해당 저장매체는 360테라바이트에 해당하는 저장용량을 가지고 있으며, 우주의 나이와 비슷한 138억 년 정도의 저장 기간을 가진다. 또한, 1,000 °C의 온도에서도 안정성을 유지한다. 현재는 이러한 특성들을 바탕으로 다양한 역사적 문서들이 기록 및 저장되고 있다.

## 저장 원리
'5D Glass disk'는 기본적으로 석영으로 이루어진 나노구조의 유리로 구성되어있다. 이는 'Superman memory crystal'이라 불리기도 한다. 정보의 저장은 이러한 유리 디스크에 펨토초 단위의 레이저로 패턴을 새기면서 이루어진다. 이때 정보는 디스크 속에 5차원의 형태로 저장되는데, 이 '5차원'의 개념은 우리가 통상적으로 생각하는 차원의 개념과는 다르다. 해당 저장매체를 개발한 Southampton 대학의 설명에 따르면, 유리 디스크 속에는 3겹으로 구성된 작은 층이 존재하는데 이러한 형태의 구조는 외부에서 디스크 속의 정보를 확인할 때 여러 방향에 따라 다른 모습으로 관찰되어 '5차원'이라는 용어를 사용하였다고 한다. 이 같은 방법으로 저장된 정보들은 위에서도 상기한것처럼 엄청난 보존력과 내구성을 가지기 때문에 중요한 정보들을 반영구적으로 보관할 수 있다는 이점이 있다.

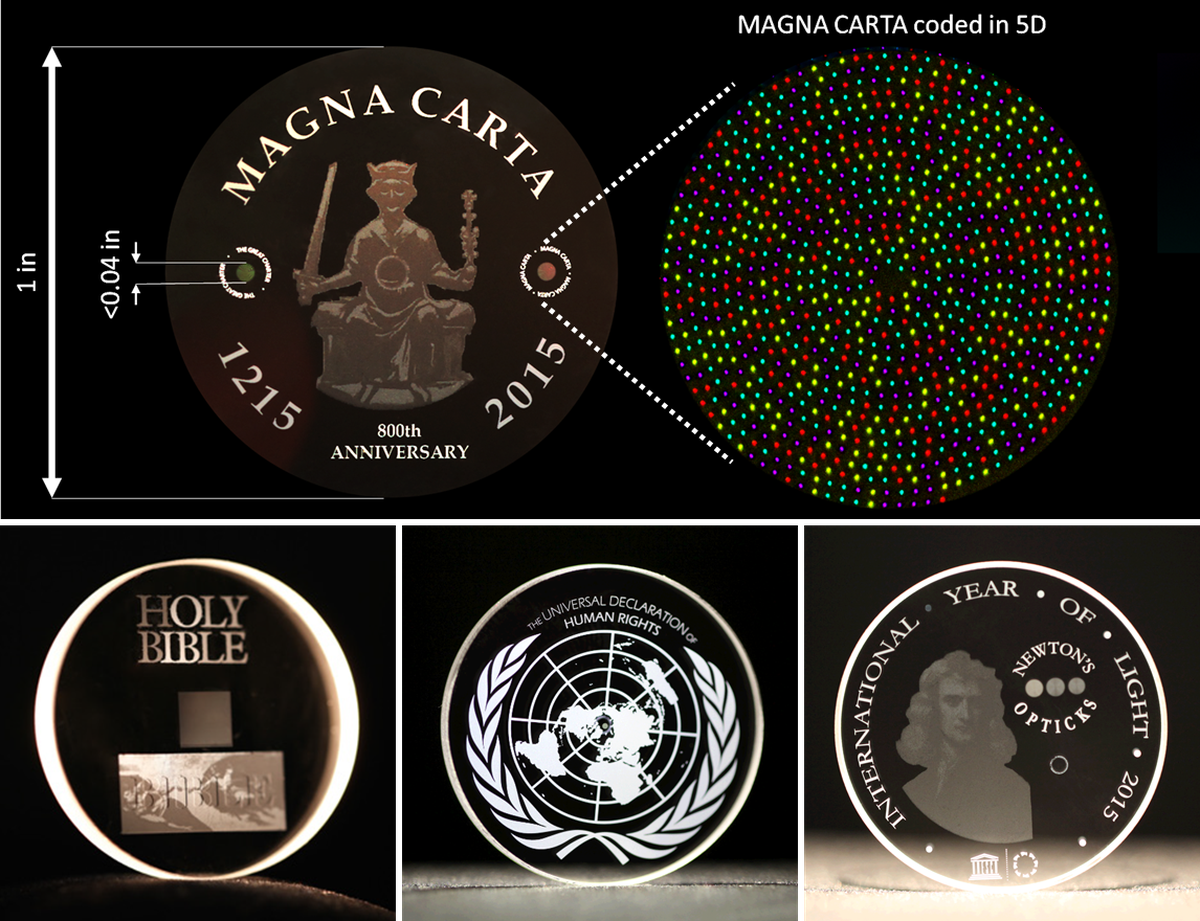
5d glass disk의 저장원리 및 저장된 문서들

ORC의 Peter Kazansky 교수는 해당 기술을 다음과 같이 설명했다. "우리는 문서와 정보를 보존하고 미래 세대를 위해 저장할 수 있는 기술을 개발한 것이 매우 감격스럽습니다. 이 기술은 우리 문명의 마지막 증거를 확보 할 수 있을것이며, 우리가 배운 모든 것들은 이제 잊혀지지 않을 것입니다. "

## 현재 저장된 매체
이러한 5D Glass disk 기술은 2013년에 처음 실험적으로 시연되었으며, 당시 300KB 용량의 텍스트 파일 사본을 기록하는 데 성공했다. 현재에 와서는 세계 인권 선언 (UDHR), 뉴턴 옵틱스 (Newton 's Opticks), 마그나 카르타 (Magna Carta) 및 킹스 제임스 바이블 (Kings James Bible)과 같은 인류 역사의 주요 문서가 디지털 사본으로 저장되는 중이다. 특히 UDHR 사본 같은 경우에는 최근 멕시코에서 열린 IYL (International Year of Light) 폐막식에서 유네스코에 제출되기도 하였다.

## 같이 보기
- 데이터 스토어

## 참고 자료
https://www.southampton.ac.uk/news/2016/02/5d-data-storage-update.page